# Nicola Porpora
Nicola Antonio Giacinto Porpora (Nápoles, Reino de Nápoles, 17 de agosto de 1686-3 de marzo de 1768), conocido como Nicola Porpora, fue un compositor y maestro de canto italiano, miembro de la escuela napolitana.

## Datos biográficos

### Formación
Era un año menor que Georg Friedrich Händel y que Johann Sebastian Bach. Su padre Carlo (fallecido en 1717), librero, agobiado por una gran familia de diez hijos, tomó la resolución de que estudiara música y le inscribió en el Conservatorio dei Poveri di Gesù Cristo de su ciudad natal.
Sus maestros fueron Gaetano Greco, su padre Gaetan de Pérouse y Francesco Manna. Charles Burney también incluye a Alessandro Scarlatti entre ellos.
Su primer gran encargo fue el drama musical L'Agrippina representado en el Palacio Real, en noviembre de 1708.

### En Roma paraBerenice
En 1710, fue llamado a Roma para escribir Berenice, ópera en tres actos que fue recibida favorablemente por el público. Händel, que estaba en Roma cuando se realizó este trabajo, hizo justicia a la música de Porpora, y felicitó al artista napolitano por su éxito. Estos dos hombres notables, cada uno en su propio género, no previeron entonces que más tarde se convertirían en enemigos irreconciliables.[cita requerida]
De vuelta en Nápoles, Porpora compuso para el teatro antiguo de San Bartolomé, la ópera en tres actos Flavio Anicio Olibrio, representada en febrero de 1711, siendo mencionado como maestro di cappella del príncipe Felipe de Hesse-Darmstadt, general del ejército austríaco en Nápoles. Después de esta obra, escribió muchas misas, salmos y motetes para la mayoría de las iglesias de la ciudad. 
En junio de 1713, Porpora sale de Nápoles hacia Roma bajo el manto de un nuevo mecenas, como maestro di cappella del embajador portugués en esa ciudad y entrega Basilio re d'Oriente para el Teatro dei Fiorentini.
Entre sus talentos, poseía en alto grado la enseñanza del canto, lo que lo llevó a abrir, en ese momento, una escuela que se hizo famosa y en la que se formaron Carlo Broschi, llamado Farinelli; Gaetano Majorana, conocido como Caffarelli; Hubert, llamado Porporino, el nombre de su maestro; Salimbeni, Molteni y muchos otros que fueron los mejores cantantes del siglo XVIII. Farinelli fue incomparable sobre todo en el canto di bravura y por su brillante vocalización. Fue profesor del Conservatorio de Sant'Onofrio (1715-1721).[cita requerida]
En 1719, Porpora le dio al Teatro San Bartolomeo la ópera Faramondo, que recibió una gran acogida. En el mismo año, fue nombrado maestro del conservatorio de los pobres de Jesucristo. Llamado a Roma, compuso la ópera Eumene, en 1721, representada en el teatro Aliberti con gran éxito. De nuevo en Nápoles en 1722, escribió el oratorio El martirio de Santa Eugenia, que se considera una de sus producciones más bellas.[cita requerida]
Su reputación como profesor de composición coincidía con la que acababa de adquirir como profesor de canto. Fue él a quien, en 1724, a su llegada a Nápoles, Hasse eligió para dirigir sus estudios pero, habiéndose presentado después a Alessandro Scarlatti, el resultado fue un desacuerdo entre ellos, que creció con el tiempo.[cita requerida]

### L'Imeneopara Farinelli
El año 1723 se caracterizó por una actividad febril, pues escribió, para la boda del Príncipe de Montemiletto, una cantata que se tituló L'Imeneo, donde Farinelli cantó. Después, presentó Amare per regnare, una ópera en el Teatro San Bartolomeo. Para el Carnaval de 1723, dos grandes intérpretes, Farinelli y Domenico Gizzi, virtuoso de la Capilla Real de Nápoles, cantaron con gran éxito en el drama musical Adelaide, puesto en escena en el Teatro Alibert, en Roma. También ese año, el maestro compuso una misa de cinco voces.[cita requerida]
En 1725, Porpora hizo un viaje a Viena, donde logró que algunas de sus obras fueran escuchadas por la corte real, aunque no fueron apreciadas. El emperador Carlos VI, al que no le gustaban los adornos de la canción italiana y sobre todo no les gustaban los trinos y mordientes, que Porpora utilizó ampliamente en sus composiciones, no le dio la tarea de escribir ninguna obra. Al regresar de este viaje, se detuvo en Venecia, donde fue contratado para componer la ópera Siface, estrenada en 1726 en el teatro de San Giovanni Crisostomo. El éxito que obtuvo le valió el puesto de maestro del conservatorio de los incurables. También en Venecia, hizo Imeneo en Atenas, el mismo año y, en 1727, Arianna y Teseo, considerados algunos de sus mejores trabajos. Fue en Venecia, y al mismo tiempo, donde escribió para las estudiantes del mencionado conservatorio, doce bellas cantatas cuya primera edición apareció en Londres en 1735.[cita requerida]

### En la corte de Sajonia
En 1728, Porpora fue invitado a Dresde para enseñar a cantar a la princesa electora de Sajonia, María Antonieta. Pasando por Viena, se detuvo allí durante algún tiempo, con la esperanza de cambiar de opinión al emperador en la calidad de su música y de recibir alguna recompensa que necesitaba, ya que había dejado Venecia con la bolsa vacía, pero durante mucho tiempo estuvo intentando en vano la oportunidad de interpretar algo propio en la capilla real.[cita requerida]
Al llegar a Dresde, fue bien recibido y pronto disfrutó de un favor sin límites en la electora (María Antonieta Walpurgis), quien aprendió de él no sólo el arte del canto, sino también la composición. Cuando Hasse lo encontró en la corte de Sajonia, en 1730, estaba en posesión de la dirección de la música de la corte y fue entonces cuando dio testimonio de la ingratitud que ya era evidente en Nápoles. En 1729, el maestro italiano había obtenido permiso para ir a Londres para dirigir la obra italiana creada en oposición a Handel, pero antes de ir allí hizo un alto en el camino para ir a Venecia, donde puso en escena Semiramide reconocida, con gran éxito.[cita requerida]

### Londres
Llegó a Londres, donde tomó posesión de su nuevo papel como director del teatro de ópera italiana, que surgió en un intento de hacer que Händel sucumbiera y dejara de presentar sus propios espectáculos. El resultado fueron pérdidas considerables en ambos lados, y en un momento dado Porpora se dio cuenta de que tenía una ventaja sobre su oponente y que debería haber llamado a Farinelli a Londres. Volvió a Dresde, para negociar un acuerdo con el cantante, gracias al cual, junto con el Senesino, triunfó sobre Händel. Porpora obtuvo después la remisión de su compromiso con la corte de Sajonia y vivió durante varios años en la capital inglesa. El 29 de diciembre de 1733, se puso en escena el estreno de Ariadna en Naxos, con Francesca Cuzzoni-Sandoni y Francesco Bernardi en el teatro Lincoln Inn, para la inauguración de la Ópera de la Nobleza.[cita requerida]
Publicó un libro de sus excelentes cantatas y tríos de violín y bajo, con el título de Sinfonías. Acostumbrada a la música nerviosa y enigmática de Händel, la nación inglesa no disfrutó de las obras dramáticas de Porpora, cuyo estilo, aunque lleno de melodía, carecía de calidez y novedad. Pero la gran reputación que disfrutó en Londres como profesor de canto podría haber hecho fortuna si su ambición como artista se hubiera limitado a dar lecciones a este arte que poseía como pocos.[cita requerida]
En mayo de 1736, se estrenó la primera de las serenatas, La fiesta de Imeneo, con texto de Paolo Rolli, con Francesco Bernardi «Senesino», en el Teatro de Su Majestad.[cita requerida]

### Venecia y Viena
En 1731 y 1733, se detuvo en Venecia para estrenar las óperas Annibale y Mitridate. En 1736, parecía alejarse de Inglaterra para establecerse en Venecia, donde, en ese mismo año, estrenó su ópera Rosdale. Después de esta fecha, sus huellas se perdieron hasta 1744, con motivo de la ejecución de la ópera The Wedding of Hercules and Ebe y un Stabat Mater para dos sopranos y dos contraltos, en 1745.[cita requerida]
Después, fue a Viena y pasó varios años allí, y fue en esa tercera estancia en la que Haydn lo conoció y recibió sus consejos. Era, sin duda, gracias a la generosidad del embajador de Venecia, como Porpora tuvo los medios para publicar sus sonatas para violín y bajo XII (dedicadas a SAR la princesa electora de Sajonia María Antonia Walpurgis de Baviera Niccolo Porpora maestro de capilla de SM el Rey de Polonia en Viena. Austria, 1754. Son vendidas por Frederico Bernardi, bibliotecario de la corte imperial).[cita requerida]
En la epístola dedicatoria de esta obra, el compositor dice que ha utilizado los géneros diatónicos, cromáticos y enarmónicos.[cita requerida]

### Años finales en Nápoles
No se sabe en qué año dejó Viena para volver a Nápoles, pero hay todas las razones para creer que esto tuvo lugar entre 1755 y 1760. En 1740, se puso en escena su última ópera, El triunfo de Camila, con Anna Maria Strada, Francesco Bernardi y Angelo Amarevoli, en el Teatro San Carlo de Nápoles.[cita requerida]
La última composición de Porpora fue la música para la fiesta de la sangre de San Gennaro, en la catedral de Nápoles, en 1765.[cita requerida]
El historiador de la música Burney, que visitó Nápoles poco después de la muerte de Porpora, dice que sus últimos años los pasó en la mayor miseria y que, por sus enfermedades, a menudo no pudo dar las clases, que eran su único recurso. Es difícil de entender que así fuera, dado que en aquellos años ocupó el cargo de profesor del conservatorio de Sant'Onofrio y el de director de la catedral de Nápoles. Sin embargo, la declaración de Burney está confirmada por el Marqués de Villarosa, según el cual los músicos de Nápoles tuvieron que pagar por su funeral, que tuvo lugar en la iglesia del Ecce Homo.[cita requerida]
Porpora murió en febrero de 1766, debido a una enfermedad en sus piernas (en 1767, según el marqués de Villarosa).[cita requerida]

## Consideraciones sobre el artista
Una parte de la crítica de fines del siglo XVIII y del XIX expresó juicios negativos sobre la música de Porpora, denunciando su estilo inventivo y repetitivo. En tiempos más modernos, muchos críticos (incluidos H. Leichtentritt, R. Moser, A. Schenck, R. Rolland) llevaron a cabo una nueva evaluación de su trabajo, destacando la elegancia formal y la riqueza de las partes vocales; éstos, en particular, revelan el «privilegio dado a virtuosismo» y la «sabia disposición expresiva de los elementos del repertorio vocal: chirridos, gorjeos, cromatismos, varias combinaciones de las florituras escritas producir una efusión lírica eficaz».
En su juventud Porpora tuvo mucha alegría, espíritu y pronta respuesta, pero, cuando envejeció, a menudo tenía excesos de mal genio que su extrema miseria excusaba. Fue educado en letras latinas e italianas, cultivó con éxito la poesía y habló fácilmente en francés, alemán e inglés.
Porpora fue representado por George Sand en la novela Consuelo como el generoso maestro de la protagonista, una gitana española en Venecia con una voz espléndida.
Compuso doce cantatas, entre las que destaca Or che una nube ingrata (1735); las serenatas Angelica en Nápoles (1720) y Gli orti esperidi (1721); el oratorio David y Betsabé (1734) y música de cámara. Maestro de canto de los castrati Caffarelli, Senesino y Farinelli, fue precisamente una obra de Porpora titulada Eumene, con la cual Farinelli hizo su debut en Roma con solo dieciséis años de edad. Escribió una cincuentena de óperas.

## Listado de obras

### Música vocal

#### Óperas
- Agrippina (4 de noviembre de 1708, Nápoles)
- Flavio Anicio Olibrio (carnavales de 1711, Nápoles)
- Basilio, re d'oriente (24de junio de 1713, Nápoles)
- Arianna e Teseo (1 de octubre de 1714, Viena)
- Berenice, regina d'Egitto (carnavales de 1718, Roma), junto a Domenico Scarlatti
- Temistocle (1 de octubre de 1718, Viena)
- Faramondo (19 de noviembre de 1719, Nápoles)
- Eumene (carnavales de 1721, Roma)
- Adelaide (carnavales de 1723, Roma)
- Amare per regnare (12 de diciembre de 1723, Nápoles)
- Damiro e Pitia (1724, Múnich)
- Semiramide, regina dell'Assiria (primavera de 1724, Nápoles)
- Griselda (¿1724?)
- Didone abbandonata (1725, Reggio Emilia)
- Siface (carnavales de 1726, Milán)
- La verità nell'inganno (carnavales de 1726, Milán)
- Meride e Selinunte (carnavales de 1726, Venecia)
- Imeneo in Atene (1726, Venecia)
- Siroe re di Persia (carnavales de 1727, Roma)
- Ezio (otoño de 1728, Venecia)
- Ermenegildo (1729, Nápoles)
- Semiramide riconosciuta (carnavales de 1729, Venecia)
- Mitridate (carnavales de 1730, Roma)
- Tamerlano (carnavales de 1730, Turín)
- Poro (carnavales de 1731, Turín)
- Annibale (otoño de 1731, Venecia)
- Germanico in Germania (carnavales de 1732, Roma)
- Issipile (carnavales de 1733 Roma, Rucellai)
- Arianna in Nasso (29 de diciembre de 1733, Londres)
- Enea nel Lazio (11 de mayo de 1734, Londres)
- Polifemo (1 de febrero de 1735, Londres)
- Ifigenia in Aulide (3 de mayo de 1735, Londres)
- Mitridate (24 de enero de 1736, Londres)
- Le feste d'Imeneo (4 de mayo de 1736, Londres)
- Lucio Papirio (carnavales de 1737, Venecia)
- Rosbale (otoño de 1737, Venecia)
- Carlo il calvo (primavera de 1738, Roma)
- Il barone di Zampano (primavera de 1739, Nápoles)
- L'amico fedele (otoño de 1739, Nápoles)
- Il trionfo di Camilla (20 de enero de 1740, Nápoles)
- Tiridate (19 de diciembre de 1740, Nápoles); basada en el libreto de Pietro Metastasio Zenobia
- Partenope (1742, Nápoles)
- La Rosmene (1742, Viena)
- Giasone (1742, Nápoles)
- Statira (carnavales de 1742, Venecia)
- Temistocle (22 de febrero de 1743, Londres)
- Filandro (18 de julio de 1747, Dresde)
- Il trionfo di Camilla (30 de mayo de 1760, Nápoles)
- Tolomeo re d'Egitto (reescritura de Porpora del Tolomeo de Händel).

#### Oratorios
- Davide e Bersabea (P. Rolli; Londres, 1734)
- Gedeone (A. Perrucci; Viena, 1737)
- Il Verbo in carne (anon.; Dresde, 1748).

#### Cantatas
- Doce cantatas para voz y continuo dedicadas a Federico Luis de Gales (Londres, 1735)[7][8]

I. D'amore il primo dardo
II. Nel mio sonno almen (Il sogno)
III. Tirsi chiamare a nome
IV. Queste che miri O Nice
V. Scrivo in te l'amato nome (Il nome)
VI. Già la notte s'avvicina (La pesca)
VII. Veggo la selva e il monte
VIII. Or che una nube ingrata
IX. Destatevi destatevi 0 pastori
X. Oh se fosse il mio core
XI. Oh Dio che non è vero
XII. Dal pover mio core,

### Música instrumental
- Seis Sinfonie da camera, op. 2 (Londres, 1736)
- Doce Sonatas para violín y bajo, op. 12
- Doce Trío-sonatas para dos violines y bajo (Viena, 1754)
- Sonatas para chelo y bajo
- Concierto para chelo y cuerdas.